# Live Bullet
Albums de Bob Seger and the Silver Bullet Band
Beautiful Loser
(1975) Night Moves
(1976)
Singles
1. Nutbush City Limits (live)
Sortie : mai 1976

Live Bullet est le neuvième album du rocker américain Bob Seger. Il est le premier album enregistré en public et le premier à sortir sous le nom Bob Seger and the Silver Bullet Band. Il parut le 12 avril 1976 sur le label Capitol Records et a été produit par bob Seger et Punch Andrews.
Cet album fut enregistré le 4 et 5 septembre 1975 au Cobo Hall de Détroit lors de concerts donnés pour la promotion de l'album Beautiful Loser. Il se classa à la 34e place du Billboard 200 et se vendra à plus de cinq millions d'exemplaires. Célèbre uniquement à cette époque dans le Michigan, Bob Seger s'imposera sur tout le territoire nord-américain (Canada compris) avec cet album.
La réédition américaine de 2011 comprend un titre bonus,I Feel Like Breaking Up somebody's Home enregistré en juin 1976 au Pontiac Silverdome.

## Liste des titres
Toutes les chansons sont écrites et composées par Bob Seger, sauf indication contraire.
| 1. | Nutbush City Limits | Tina Turner | 4:37 |
| 2. | Travelin' Man       |             | 4:53 |
| 3. | Beautiful Loser     |             | 4:00 |
| 4. | Jody Girl           |             | 4:28 |

| 5. | I've Been Working           | Van Morrison | 4:35 |
| 6. | Turn the Page               |              | 5:05 |
| 7. | U.M.C. (Upper Middle Class) |              | 3:17 |
| 8. | Bo Diddley                  | Bo Diddley   | 5:40 |

| 9.  | Ramblin' Gamblin' Man | 3:01 |
| 10. | Heavy Music           | 8:14 |
| 11. | katmandu              | 6:23 |

| 12. | Lookin' Back      |                 | 2:36 |
| 13. | Get Out of Denver |                 | 5:21 |
| 14. | Let It Rock       | Edward Anderson | 8:30 |

| 15. | I Feel Like Breaking Up Somebody's Home | - Al Jackson Jr. - Timothy Matthews | 3:05 |

## Musiciens
- Bob Seger: chant, guitare, piano
- Drew Abbott: guitare solo, chœurs
- Alto Reed: saxophone alto, ténor & bariton, percussions, chœurs
- Chris Campbell: basse, chœurs
- Robyn Robbins: claviers, mellotron, piano sur Katmandu
- Charlie Allen Martin: batterie, percussions, chant sur Heavy Music, chœurs sur Jody Girl et Get Out of Denver

## Charts et certifications

### Album
Charts
| Pays       | Durée du classement | Meilleur classement | Date           |
| ---------- | ------------------- | ------------------- | -------------- |
| Canada     | 5 semaines          | 49e                 | 3 juillet 1976 |
| États-Unis | 155 semaines        | 34e                 | 19 juin 1976   |

Certifications
| Pays       | Certification | Ventes      | Date              |
| ---------- | ------------- | ----------- | ----------------- |
| Canada     | 2 × Platine   | 200 000 +   | 1er février 1983  |
| États-Unis | 5 × Platine   | 5 000 000 + | 22 septembre 2003 |

### Single
| Single                     | Chart           | Durée du classement | Position | Date            |
| -------------------------- | --------------- | ------------------- | -------- | --------------- |
| Nutbush City Limits (Live) | Hot 100         | 4 semaine           | 69e      | 19 juin 1976    |
| Nutbush City Limits (Live) | RPM Top Singles | 4 semaines          | 85e      | 31 juillet 1976 |